# Hackamore

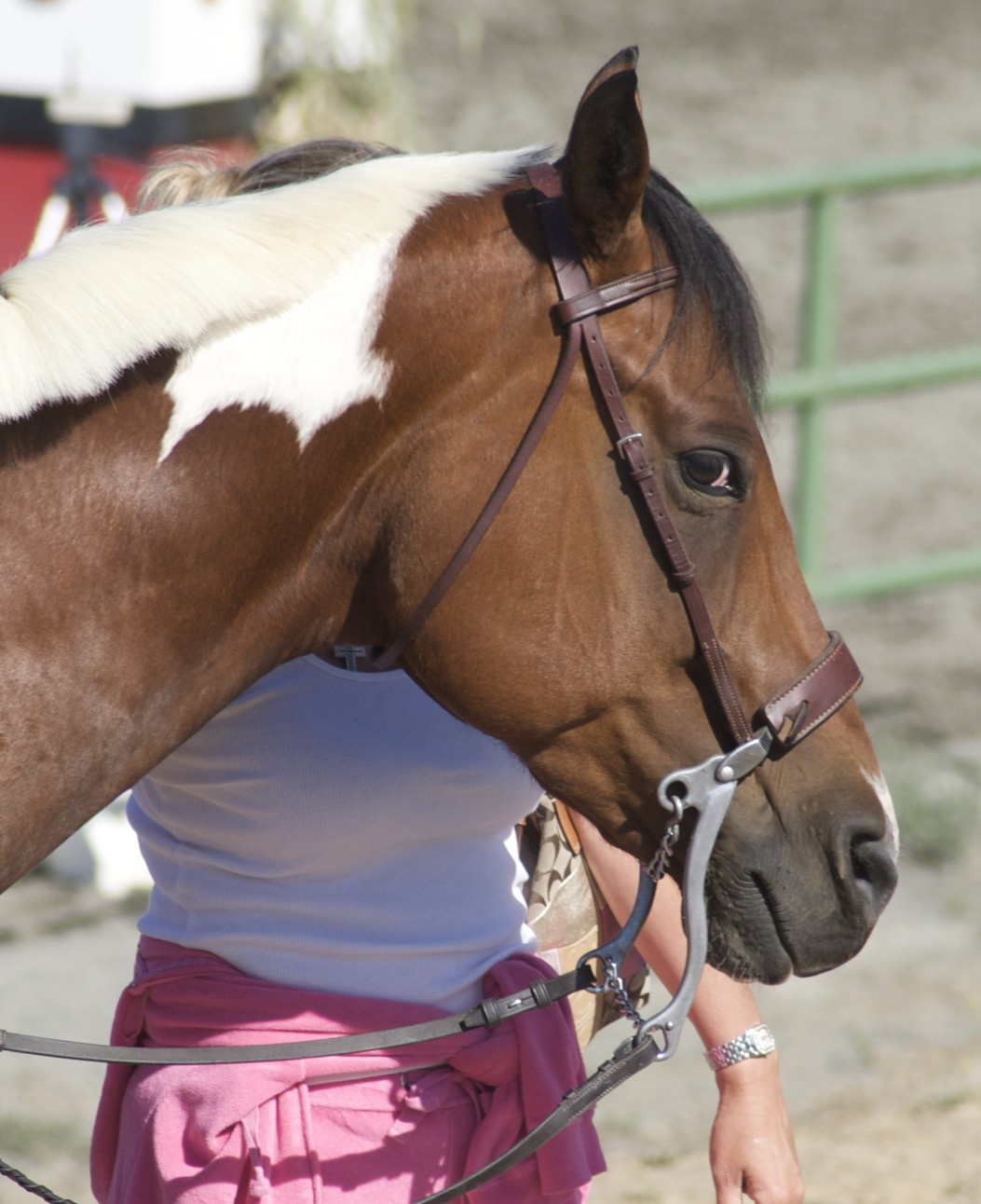
Koń w hackamore

Hackamore – rodzaj końskiego ogłowia bezwędzidłowego, często mylony z rodzajem wędzidła. Ogłowia tego typu oddziałują przede wszystkim na kość nosową konia oraz jego potylicę. Hackamore stosuje się najczęściej u koni, które nie reagują na wędzidło oraz u koni z problemami zębowymi. Zakłada się je na nos konia i za pomocą dźwigni wywiera nacisk na to miejsce. Im dłuższa dźwignia (czanki), tym hackamore mocniejsze. Najczęściej używane do skoków i westernu.
Uznawane są za delikatniejsze w działaniu od ogłowi wędzidłowych – w końskiej żuchwie znajduje się o wiele więcej zakończeń nerwowych, niż na końskim nosie. Należy jednak używać go z wyczuciem, ponieważ nachrapnik jest umieszczony dokładnie na stosunkowo delikatnej kości nosowej.
Bardzo podobnie do Hackmore działa ogłowie typu bosal używanym w stylu westernowym.